# Czudar család
A Czudar család (ónodi) egyike volt a középkori Magyarország nemesi családjainak.

## Története
A család első ismert őse az 1291 körül élt Bölcsi (Bulchi) I. Balázs volt, kinek 1291-1341 között élt Dénes nevű fiától származott le a család.
Az Abaúj vármegye szomszédos területén élt Bölcsi Balázs fia, Dénes, kinek öt fia született: I. Domonkos, I. János, András, Sándor és II. Balázs. Közülük a családi ágat I. Domokos (1304-1346) vitte tovább, kinek nejétől, Kállai Katalintól született fiai közül Péter (1348-1394, Zudar), valamint Sándor (1322-1347) vitték tovább a családi ágat.
Domonkosnak nyolc fia érte meg a felnőttkort. Jánosnak három fiáról tudunk. Ez a generáció már általában nem a Bölcsi (Bocsi), hanem a Czudar családnevet viselte.
A Czudarok Domonkostól származó ága nyolc felnőtt férfit számlált, s a viszonylag gyakori királyi birtokadományok sem elégíthettek ki ilyen létszámú családot, figyelembe véve az öröklött birtokok kis számát, és a leszármazók révén várható aprózódást. A közép- és főnemesség szokása szerint ahol sok volt a fiú, egy vagy több egyházi pályára ment, így a birtok nem aprózódott. A család többi tagja befolyásához képest egyengette az egyházi pályára tértek útját, akik magas tisztségekbe jutva viszonozták ezt. Domonkos fiai közül kettő, János és Imre választotta az egyházi pályát. Kettejük közül Imre jutott magasabbra. Ezt a karriert Imre alighanem Czudar Péternek köszönhette, aki az ő püspöksége előtt már több mint egy évtizeddel országos méltóságra emelkedett. A másik testvér, János pályafutása írásos adatok hiányában nem követhető. Annyi biztos, hogy 1372-ben székesfehérvári őrkanonok volt, ami jelentős papi stallumnak számított. Domonkos testvére, Czudar János ágán a három fiú közül egy lépett papi pályára, László, aki a szekszárdi apáti cím után a bencések főkolostorának, Pannonhalmának lett apátja 1365-ben, s maradt is haláláig, 1372-ig. Ma is meglévő, a pannonhalmi apátsági templomban álló síremlékén életnagyságban faragták ki alakját vörös márványból: teljes apáti díszben áll, fején főpapi süveg, jobbjában pásztorbot, lábai a hűséget jelképező kutyákon nyugszanak, jobb vállánál kifaragva családi címere.
Az 1370-es években Czudar Péternek nemcsak az egyházi pályára lépő testvérei jutottak jelentősebb tisztségekhez, hanem a világi pályán maradók is: Mihály 1376-ban, István 1378/79-ben királyi ajtónállómester, György 1370-ben királyi pohárnokmester, 1373-ban mellette sárosi ispán és udvarmester; utóbbi tisztet 1380-ig töltötte be. Közben 1377-ben szepesi ispán, 1378-ban királyi pincemester, 1373-ban egy Itáliába küldött magyar sereg vezére.

## Kezdetek

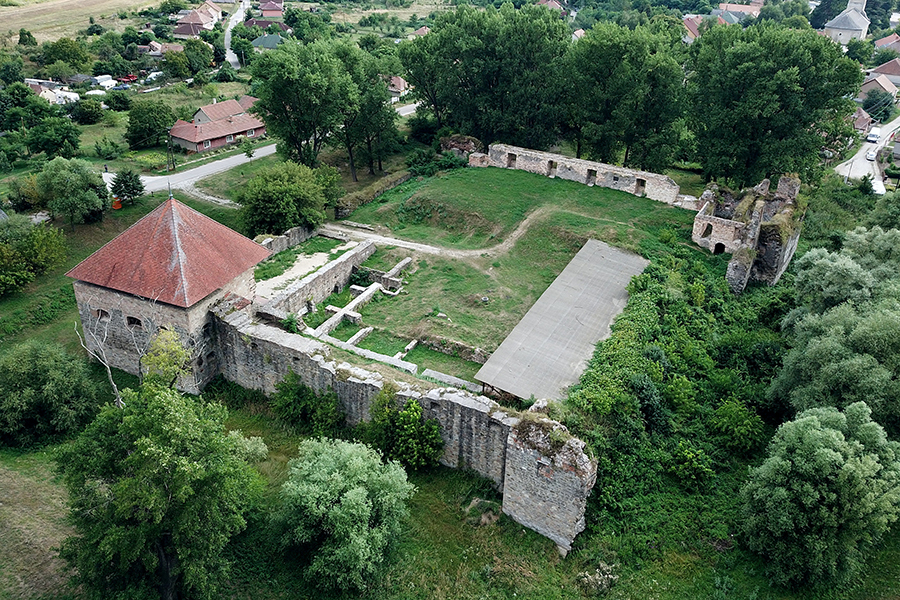
Ónod várának romjai

A család felemelkedésében döntő szerepe lett Domonkos fiának, Péternek. Valószínű, hogy már Károly Róbert királyi udvarában is szolgált. Péter legfeljebb néhány évvel lehetett fiatalabb Anjou Lajosnál, akivel életre szóló szoros kapcsolat alakul ki. Lajos már uralkodásának első évében birtokkal jutalmazta Pétert. A véletlen játszott Péter kezére: Borsod vármegye alispánja és bírótársai királynak küldött jelentése szerint (1343. február 13.) Felsőónod birtokosa – Egri Mihály – Mohi falu piacán megtámadta Ónodi Pál fia Istvánt, és két sebet is ejtett rajta. Ónodi – önvédelemből – Egrit halálosan megsebezte. Az özvegy vizsgálatot kért az ügyben. Kiderült, hogy Ónodi István ártatlan. Egri Mihály halála révén viszont családja férfiágon kihalt. A felszabadult és így a királyra szállt birtokot Lackfi Miklós mester relációjára 1343. március 16-án Lajos király Bölcsi Czudar Péter királyi apródnak adományozta, aki aztán az Egri Mihály özvegyének és leányának járó hozományt és leánynegyedet kiadta (1346).
1351-ben Lajos litvániai hadjáratra indult, hogy III. Kázmér lengyel királyt megsegítse. Czudar Péter kitüntette magát vitézségével és hűségével, amikor a hadjáratról visszatérőben Krakkóban megölte Károly Róbert sírjának kirablóját, János fehérvári őrkanonokot. A király hálája jeléül 1352-ben Péter mellett a testvére, Simon királyi apród hat másik testvérükkel együtt elnyerték királyi adományként a zempléni Megyaszót és Bóst. Ezt a január 15-i adománylevelet két nap múlva követte egy másik, melyben a testvérek – többi rokonuk kirekesztésével – az utód nélkül elhunyt Főnyi Balázs birtokait kapják: az abaúji Fonyt és Ongát, a zempléni Kesznyétent, a borsodi Szederkényt, Keresztúrt és Kazincot, a gömöri Balázsfalvát, a sárosi Karimát, Radamát, Garbolcot, Dubinát, Monyoróst és Sasowot. Ebben az évben Péter és Simon mellett György és Miklós is a királyi apródok sorában szerepelt, utóbbi királyi kiküldöttként volt jelen Himfy Benedek Somlóvár birtokába való beiktatásán.
Az ő és az apja érdemeiért fiúsította Lajos király Szikszói Péter lányát, Annát, akinek révén így az összes családi birtokot Czudar Péter testvére, Simon királyi apród örökölte.

## Az ónodi adomány
1356-ban Lajos király Czudar Péternek és testvéreinek, Istvánnak, Mihálynak, Simonnak, Györgynek, Jánosnak és Imrének adományozza új adomány címén Ónod falvát. A korábbi birtokos, Ónodi Jakab fia Pál örökös nélkül elhunyt. Ónod lett a későbbiekben a család birtokainak központja. Az ónodi adományt követő napon Lajos király még egy oklevelet állíttatott ki Péter részére, amelyből az is kiderült, hogy Péter ekkor már diósgyőri várnagy is. 1358-ban az Ónoddal szomszédos Muhi melletti Poga birtokon Tótsolymosi Apród Miklós fia István beiktatására, Lajos parancsára, Czudar Péternek – ekkor már szepesi és sárosi ispán, sárosi várnagy – is meg kellett jelennie. Az év július 1-jén jelentette az egri káptalan Lajos királynak, hogy Czudar Pétert és testvéreit Ónod falu birtokába ellentmondás nélkül beiktatták.

## Tisztségek
A 14. század második felében alakult ki egyre határozottabban az ország területi igazgatásának az a rendszere, hogy egy-egy megye ispánja volt ugyanazon megye legfontosabb királyi várának, esetleg több várnak a várnagya is. Nemritkán ugyanazon személy egyidejűleg több megye ispánja is volt. Czudar Péternek, aki nem származott előkelő családból, végig kellett járnia a ranglétra fokozatait: 1343-ban királyi apród, 1350-ben pallosjogot kapott a királytól, 1353-ban sárosi ispán, 1360-ban Dédes és Diósgyőr várnagya és borsodi ispán. Ugyanebben az évben (1360) országos tisztséget kapott: pohárnokmester lett. Ezt a tisztségét tizenkét esztendőn át megtartotta, s testvére, György örökölte tőle, aki Lajos király élete végéig (1382) meg is maradt ebben.
Az 1370-es években Czudar Péter tovább emelkedett a ranglistán, az ország egyik első zászlósura lett: szlavón bán, először három évre (1368–1371), majd egy kormányzati átrendeződés idejére megkapta az országbírói címet is.

## Birtokok

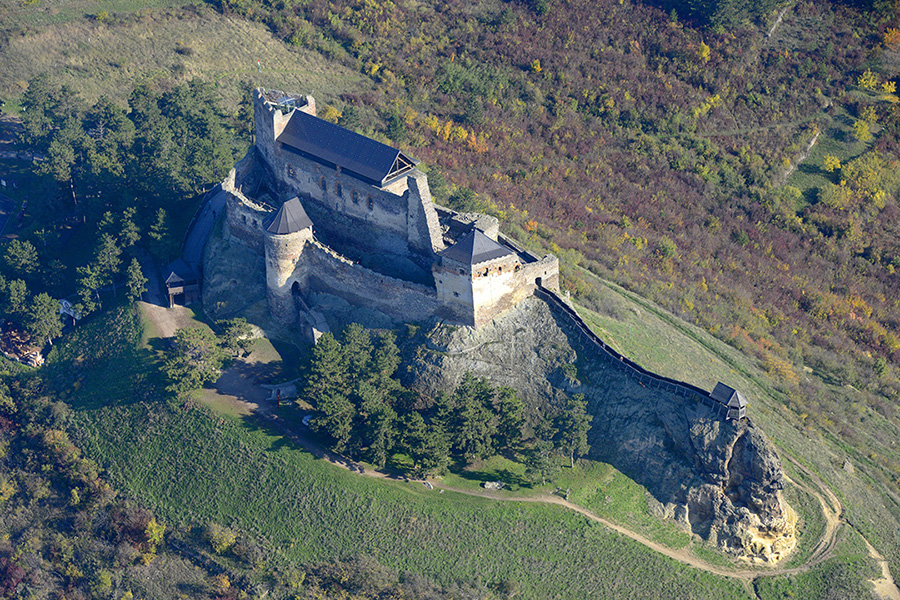
Boldogkő vára

Péter 1346-ban szlavóniai birtokokat kapott Lajos királytól. 1348-ban már a Budához közeli Tinnyén is birtokos. Az 1360-as évek elején újabb birtokokkal gyarapszik a Czudar család, de még így is szerény birtokúak, s különösen az nyomott a latban, hogy egyetlen magánváruk sincsen. Úgy tűnt, az idő ezt is meghozza a hű udvari szolgálatok ellenértékeként. Főleg Péter volt az, akit tisztsége a király mellé kötött, így 1363-ban Visegrádon, Nagy Lajos király kedvelt tartózkodási helyén háztulajdonos volt. Háza előkelő szomszédságban feküdt: a komáromi főesperes és Gerek Péter királyi jegyző háza közelében, ott, ahol 300 Ft-ért vett egy házat magának. 1366-ban Czudar Péter már egyszerre udvar- és pincemester. Hű szolgálatait Zala megyei birtokokkal jutalmazta a király. 1372-ben fivéreivel együtt Újvárt kapta adományul, ennek birtokában a következő évben megerősítette a király.
Zsigmond király 1388-ban újabb adományokban részesítette a Czudarokat: nekik adományozott először egy Zágráb megyei falut, de ennél sokkal jelentősebb, hogy Péternek zálogosította el Boldogkő várát Abaúj vármegyében a hozzá tartozó birtokokkal (Vizsoly, Szerencs vámja, Novaj a vámjával együtt, Abatelke, Újfalu, Arka), s a tokaji rév felével.
A Czudaroknak, illetve Czudar Péternek Boldogkőn levő vára, Sajó a Hernád melléki törzsbirtokaitól kissé távol esett, s csak feltételes birtoklás volt (zálog), ami értékét jelentősen csökkentette. Volt viszont adománybirtokként egy váruk, Makovica (1364 óta), de ez még messzebb esett Ónod vidékétől, a lengyel határ közelében állt. Már 1367-ben megegyeztek a Czudarok az egri püspökkel, hogy e várhoz tartozó birtokok tizede fejében évente kétszáz forintot fizetnek.

## Hadban, külföldi szolgálatban
1368-ban Péter kipróbálhatta hadvezéri tehetségét is. Erről a krónika a következőket írja: „...Orbán pápa úr idejében Péter bánt (későbbi szlavón báni tisztsége alapján nevezi bánnak) küldte Bologna város védelmére Barnabo és Galeazzo milánói urak ellen, akik ezt a várost ostromolták. Ez a Péter bán megtartotta s megvédelmezte a várost a pápa úr számára, s tisztességgel tért vissza Magyarországra.”
Czudar Péter számára főleg az 1372–1377 közötti fél évtized volt mozgalmas: néhány hetes országbíróskodás után indulhatott Itáliába csapatvezérként a Velence elleni hadjáratba. 1374-ben Lajos király megbízásából Párizsban járt, s V. Károly francia király megbízottaival folytatott tárgyalásokat Lajos leánya, Katalin és a francia király második fia, Lajos közötti házasságról. Útjára elkísérte Kanizsai István zágrábi püspök és Czudar Imre székesfehérvári prépost is. Az eljegyzés megtörtént, de házasság mégsem lett a dologból. 1377-ben az észak-itáliai Padovában volt. 1378-ban őt nevezte ki a király orosz vajdának, majd ebben a tisztségben testvére, Imre egri püspök követte 1380-ig. Péter 1379-ben Velencével tárgyalt, mellyel szemben a magyar király Genovát és Padovát támogatta. 1380-ban újra Itáliában találjuk, királyi hadjáratban vett részt.

## I. Lajoshalála után
1382. szeptember 10-én, negyven esztendei uralkodás után Lajos király halála nem kevés bonyodalom okozójává vált. Az események után csaknem tíz esztendővel kelt nádori ítéletlevél foglalja össze röviden Czudar Péter sorsát a kormányválság idején. Czudar Péter és testvérei kegyvesztettségének okára csak következtetni lehet, az okokat pontosan körülíró okmány eddig nem került elő, csak az okozatokat ismerjük. Lajos halála után az orosz vajdaságbeli (Galícia) magyar várnagyok a rájuk bízott várakat pénzért eladták a litván fejedelemnek. Ezért Erzsébet királyné fej- és jószágvesztéssel sújtotta őket. Mivel Czudar Péter és Imre volt ekkor az orosz vajda, feltehető, hogy ebben nekik is részük lehetett. Pétert a királyné parancsára letartóztatták, birtokait elkobozták, fivérét, Imre egri püspököt 1384-ben büntetésből a jelentéktelen itáliai imolai püspökségbe helyezték, György és István ellen is különféle címen hajsza indult. A Szécsi–Lackfi–Kaplai-ligából Czudar Péter volt az utolsó, aki kegyelmet kapott. Rá egy évre Imre is visszakerült Magyarországra, s erdélyi püspökként folytathatta pályáját. Azonban Péter még egy évtizedig pereskedett a rabságakor elvett oklevelek és egyes vitás birtokai ügyében.

## Zsigmond királyalatt
1387. március 31-én koronázták királlyá Luxemburgi Zsigmondot, Mária férjét. Az immár rehabilitált Czudar Péter Zsigmonddal ment a délvidéki lázadók ellen, Mária királyné kiszabadítására. Hogy a Czudarok hűségét biztosítsa, Zsigmond már 1387. november 30-án adományban részesítette őket, Imre erdélyi püspököt, János fehérvári prépostot, György mestert, István mester fiait: megkapták a Horváti Pál zágrábi püspöktől elfoglalt két Hrasztovica várat és tartozékait ideiglenes használatra (1399-ben újra a püspöké), az Erzsébet és Mária királynétól elszenvedett károk pótlására; ezenkívül is még kapnak elégtételt a károkért, ígérte az oklevélben Zsigmond.
A király bizalmát mutatja, hogy a hadjárat költségeire jelentős összeget, 2000 forintot Perényi Péter diósgyőri várnagytól Czudar Péter vett át és juttatott el a királyhoz, ugyanakkor a saját nevében 200 forintot – bizonyára saját kiadásai fedezésére – kölcsönvéve Perényitől.

## A ládi monostor
Sorsuk rendeződvén a Czudar testvérek 1387 őszén elhatározták, hogy családi monostort alapítanak. 1387. szeptember 29-én Diósgyőrben kelt az az oklevél, mely szerint Czudar Péter volt bán, István és György a Sajó menti Ládon fekvő birtokrészét a pálos szerzeteseknek adja. Testvérei, Imre erdélyi püspök, János fehérvári prépost és fiaik s többi rokonuk hozzájárulásával, ígéretet tettek, hogy Ládon (ma Sajólád) Szűz Mária tiszteletére kolostort építenek, s mivel a ládi föld kevés, kiegészítik azt Keresztúr faluval, a hegyen levő szőlőkkel, Emőddel, Mályival és Szederkény határában egy halastóval.

## Azónodi vár
A Czudarokat Zsigmond viszonylag szerény adományokkal jutalmazta, s főleg várat nem adott nekik a zálogos Boldogkőn kívül. Czudar Péter ezért titokban, a kötelező királyi engedély előzetes kikérése nélkül maga kezdett építtetni borsodi birtokközpontjában, Ónodon várat. Hogy pontosan mikor kezdte el, nem tudjuk, csak abból az oklevélből értesülünk az ügyről, melyben utódai kérik, hogy a király adjon engedélyt az apjuk által kezdett építkezés befejezésére. Czudar Péter 1394-ben még élt, 1396. július 9-én kelt oklevelében viszont Zsigmond király már özvegyétől vett föl 2000 aranyforintot Boldogkő további záloga fejében – a teljes összeg így már 10 838 forintra rúgott, azzal a kedvezménnyel, hogy az özvegy, ha fiai a visszaváltás előtt halnának el, a várat zálogként megtarthatja, illetve másoknál elzálogosíthatja. Péter volt bán tehát 1394–1396 között halhatott meg. Elhunyta után következtek az özvegy és a család többi tagjai között a birtokelosztással kapcsolatos egyezségek, amelyek 1397-ben gyorsan megtörténtek.
1406-ban említi először oklevél Ónod várát, mégpedig családi perpatvar kapcsán. Az évekig húzódó, többször elhalasztott perből kiderül az alispán, szolgabírák és esküdtek vallomásából, hogy néhai Czudar Péter bán holtáig Ónod birtokon lakott, Ónod várát felesége és fiai – Jakab és Simon – építtették fel és fejezték be; azt azonban nem tudták a tanúk, hogy a felsoroltak mindezt a saját költségükön végezték-e vagy sem. Péter bán özvegyén és két fián, Simonon és Jakabon kívül a várban lakott tiszttartóival (officialisaival) és szolgáival Péter bán István nevű testvérének egyik fia, Benedek is. Ez a Benedek 1406. november 5-én kelt oklevél szerint a Garai Miklós nádor jelenlétében Kassa mellett tartott Abaúj és Sáros vármegyei összevont közgyűlésen – Abaúj vármegye alispánja, szolgabírái és esküdtjei vallomása szerint – ellene elkövetett hatalmaskodásra panaszkodott: Péter bán fiai, Simon és Jakab kiűzték Ónod várából embereivel együtt, s a várat a maguk részére foglalták el. A következő oklevél az ügyben rá egy évre kelt (1407. november 16-án). E szerint Garai Miklós nádor elhalasztotta a pert vízkereszt nyolcadára (1408. január 13.), azzal indokolva ezt, hogy Czudar Benedek mester a királlyal a boszniai hadjáratba szándékozik menni. 1409. május 27-én Borsod vármegye közgyűlésén bizonyítják az alispán és társai Czudar Benedeknek és szolgáinak a várból való kiűzését. 1410. március 2-án odáig jut az ügy, hogy Rozgonyi Simon országbíró előtt a peres felek megegyeznek abban, hogy húsvét nyolcadára (március 30.) Györgyi László mester országbírói protonotarius előtt Ónodon felmutatja mindkét fél az összes oklevelét s kölcsönösen átadják egymásnak; amit eltitkolnának, az a továbbiakban érvényét veszti. A pertől függetlenül a király az egymással szemben álló feleket időközben birtokkal jutalmazta. Zsigmond 1410. július 1-jén kelt oklevele szerint egy Komárom vármegyei birtokra adott kiváltságot ónodi Czudar Benedeknek és Péter bán fiainak, Jakabnak és Simonnak, akik valamennyien királyi udvari apródok.
Rövidesen rendeződött a vár építésének ügye is. Zsigmond király 1413. április 23-án kelt oklevelével néhai Czudar Péter bán fiainak, Simonnak és Jakabnak engedélyezte, hogy az apjuk, Péter által Ónod mezővárosában uralkodói engedély nélkül építeni kezdett várat teljesen felépítsék. Alig egy hónapra rá viszont a jászói konvent előtt már tiltakozást jelentett be bocsi Czudar Benedek mester az ellen, hogy Péter fiai, Simon és Jakab Ónod vár és tartozékai felét Zsigmond királytól új adományul kérték – az ő nagy sérelmére. Kérte a királyt, álljon el az adományozástól, a Czudar fiúkat pedig, hogy ne fogadják el az esetleges adományt. Zsigmond láthatóan fontolóra vette az ügyet, s két év múlva, 1415. április 15-én kelt oklevelében már a következőképpen fogalmazott: Ónod várát Czudar István és Péter bán közösen építtették és birtokolták, de sem István fiának, Benedeknek, sem Péter fiainak, Simonnak és Jakabnak nem volt a vár építéséhez és megtartásához engedélye. Simon így utólag folyamodott a királyhoz hozzájárulásért, de csak maga és testvére, Jakab nevében. Az engedélyt megkapta, de ez sérelmes volt Benedekre nézve. Ezért a király a jogokat Benedekre is kiterjesztette. Ugyanezen a napon egy másik oklevelet is kiállíttatott Zsigmond király, mely szerint Ónod várát, a Sáros vármegyei Makovica, a szlavóniai Gradyeh várat és tartozékait Czudar Péter bán fiai, Simon és Jakab, valamint Czudar Benedek kapták, az apáik, Péter bán és István érdemei fejében, új adományul. Ónod viszonylatában a jogi aktus csaknem egy év múlva zárul. 1416. január 10-én a király az egri káptalant utasítja: Ónod és tartozékai birtokába iktassák be Czudar Benedeket, Simont és Jakabot. A káptalan március 10-én jelenti a királynak, hogy a beiktatás ellentmondás nélkül megtörtént. 1416. január 11-én a váradi káptalan a Czudar család említett tagjait Szabolcs vármegyei birtokokba – 17 birtok és két vám – iktatta be, amelyeket Zsigmond királytól új adományként kaptak. Egy évtized alatt tehát – legalábbis az írásos anyag erre enged következtetni – megoldódott a családi viszály.
A Czudarok a 14. század végén és a 15. század elején elsősorban a bártfai polgárokkal huzakodtak, makovicai várnagyuk hatalmaskodásai napirenden voltak, a bártfai bírót is megnyilazták. Az ezekkel kapcsolatos királyi intések és figyelmeztetések nem voltak különösebben veszélyesek. Annál inkább elszámították magukat akkor, a Lajos-kori vezető réteg más tagjaival együtt, mikor 1402/3-ban fellázadtak Zsigmond uralma ellen. A Czudarok vétkét – szerencséjükre – Zsigmond megbocsátotta. 1403. november 6-án kiadott oklevelében különös kegyként elengedte Czudar István egyik fia, Benedek hűtlensége miatti fej- és jószágvesztési büntetését, s megtiltotta az ország valamennyi bírájának, hogy személyében vagy javaiban háborgassák.
Zsigmond általában – kevés kivételtől eltekintve – kegyelmébe fogadta a lázadókat, igaz, nem egy családnak jókora pénzen kellett megváltania birtokát. Az északi országrészben csak Ludányi Tamás egri püspök és Debrői István kincstartó volt az, aki semmiképpen sem akart meghódolni, inkább földönfutó lelt. Az egyik ellenállási központ a hegyaljai Tállya vára volt, melyet 1404-ben foglaltak el Zsigmond hívei Debrői István fegyvereseitől. Czudar Péter özvegye mindvégig a lázadó Debrői oldalán maradt, akkor is, mikor az ország nagy többsége és családja más tagjai már meghódoltak a királynak. Mikor Debrői István Erdélybe ment, az özvegy – az oklevél szerint – száz színezüst márkával támogatta, ő maga pedig értékeivel Debrői István tállyai várába zárkózott. A vár elestével fogságba jutott, s birtokait elvesztette. Zsigmond 1406. november 19-i oklevelével – melyben előbbieket részletesen leírta – híveinek adományozta az özvegy Szatmár vármegyei birtokait.
A Czudaroknak Zsigmond király uralma második felében három váruk volt. Ha összehasonlítjuk ezt az akkori főurak birtokolta várak számával, láthatjuk, hogy a Czudarok a várurak sorában nem foglaltak el előkelő helyet. A sor elején olyanok állanak, mint a Chilleiek, akiknek 10-12 örökjogú, s további 4-5 zálogban birtokolt. A Garaiak nádori ágának ugyanannyi, a Bebekeknek 8, a Kanizsaiaknak ugyanannyi, az Ilosvaiaknak 5-6, a Losonciaknak 7-8, a Perényieknek 6, a Rozgonyiaknak az 1 örökjogon bírt mellett 5 zálogos, a stiborici Stiboroknak 11-12, a Széchenyieknek 6 majd 3, az Újlakiaknak 5, a Lackfiaknak (1397 előtt) 7-8 örökjogon és két zálogban birtokolt váruk volt. A számok jól mutatják, hogy Zsigmond néhány közeli hívén kívül igazán sok várral rendelkező nagybirtokos nem volt Magyarországon, s a legtöbb várat birtoklóknak sem volt teljesen összefüggő, nagy homogén birtoktestük, tehát a tartományúri hatalom kialakulásának lehetősége korlátozott volt, Zsigmond tudatos politikájának eredményeként.
Czudar Benedek főként Makovicán tartózkodhatott, de Zsigmond király udvarában, hadjáratain és diplomáciai útjain is szerepet kapott. Az ónodi várban elsősorban Simon és Jakab lakhatott családjaikkal, akik (az udvarból kiszorulván) birtokaikat az ónodi uradalom körül próbálták összpontosítani. A család két ágának ellentéte a következő generációra is kihatott. Míg Benedek fia, János az Albert király (1437–1439) halála után kitört polgárháborúban az özvegy Erzsébet királyné, fia, V. László és Giskra zsoldosvezér oldalán állt, addig Jakab fiai (Simon és Jakab) az ellenpártot, I. Ulászlót és Hunyadi János kormányzót támogatták. A két testvérnek, akik továbbra is Ónodon tartották lakóhelyüket, sikerült visszaküzdeni magukat az udvari tisztségviselők (a bárók) elitjébe. Czudar János felesége Rozgonyi lány volt, s így a férj halála után a Czudarok vagyonára az egyre hatalmasabb Rozgonyi család is szemet vetett. Miután a vagyonon meg kellett osztozni, napirendre kerültek az erőszakos cselekmények a Rozgonyiak és a Czudarok emberei között. Végül hosszas pereskedés után 1467-ben a Rozgonyiaknak sikerült örökösödési szerződést kötniük a Czudar család akkor már egyetlen élő férfi tagjával, Jakabbal. Miután ő 1470-ben meghalt, vagyonát, közte az ónodi váruradalmat is, a Rozgonyiak örökölték. Halálával a Czudar család férfiágon kihalt.

## A család címere
Az ónodi Czudar család címere hatszögű csat, mely egyenesen álló, háromszegletű pajzson sisakból emelkedik ki, és mely öt szögletében egy-egy Anjou-liliomot tüntet fel.
A címer Czudar László szekszárdi apát és Imre püspök sírköveiről, valamint néhány más családtag pecsétjeiből ismert.